# Torneo Interbritannico 1907
Il Torneo Interbritannico 1907 fu la ventiquattresima edizione del torneo di calcio conteso tra le Home Nations dell'arcipelago britannico. Il torneo fu vinto per la prima volta dal Galles.

## Risultati
| Data             | Luogo     | Squadra 1   | Risultato | Squadra 2 |
| ---------------- | --------- | ----------- | --------- | --------- |
| 16 febbraio 1907 | Liverpool | Inghilterra | 1 - 0     | Irlanda   |
| 23 febbraio 1907 | Belfast   | Irlanda     | 2 - 3     | Galles    |
| 4 marzo 1907     | Wrexham   | Galles      | 1 - 0     | Scozia    |
| 16 marzo 1907    | Glasgow   | Scozia      | 3 - 0     | Irlanda   |
| 18 marzo 1907    | Londra    | Inghilterra | 1 - 1     | Galles    |
| 6 aprile 1907    | Newcastle | Inghilterra | 1 - 1     | Scozia    |

## Classifica
| Pos | Squadra     | Pti | G | V | N | P | GF | GS |
| --- | ----------- | --- | - | - | - | - | -- | -- |
| 1   | Galles      | 5   | 3 | 2 | 1 | 0 | 5  | 3  |
| 2   | Inghilterra | 4   | 3 | 1 | 2 | 0 | 3  | 2  |
| 3   | Scozia      | 3   | 3 | 1 | 1 | 1 | 4  | 2  |
| 4   | Irlanda     | 0   | 3 | 0 | 0 | 3 | 2  | 7  |

## Vincitore
| Campione 1907 Galles |